# احمدرضا دریایی
احمدرضا دریایی (درگذشته ۲۰ فروردین ۱۳۸۷) روزنامه‌نگار ایرانی بود. وی در سال ۱۳۸۶ به عنوان روزنامه‌نگار برگزیده از طرف انجمن صنفی روزنامه‌نگاران ایران انتخاب شد. وی در زمان جنگ ایران و عراق، به دلیل انتشار یک تصویر جنجال‌برانگیز در ویژه‌نامهٔ روزنامهٔ اطلاعات، مجبور به کناره‌گیری از تحریریهٔ این روزنامه شد. به گفتهٔ سید محمود دعائی، اسدالله لاجوردی با فرستادن دو پاسدار، پیگیر این مسئله بوده‌است که دعائی خود مسئولیت آن را بر عهده می‌گیرد.

## زندگی‌نامه
احمدرضا دریایی در سال ۱۳۲۰ در رشت به دنیا آمد و روزنامه‌نگاری را از سال ۱۳۳۸ با نشریه فردوسی آغاز کرد.دریایی آن زمان ۱۸ سال سن داشت و اگرچه عضو رسمی این نشریه نبود اما به‌طور دائم در محل نشریه حضور داشت و در حوزه ادبیات به‌ویژه شعر نو فعالیت می‌کرد.
از سال ۱۳۵۰ کار خودش را با سرویس شهرستان‌های روزنامه اطلاعات آغاز کرد. او در آن سالها دوران سربازی خود را در بندر انزلی می‌گذراند و البته همزمان با سربازی با روزنامه اطلاعات نیز همکاری می‌کرد.
پس از پیروزی انقلاب اسلامی، احمدرضا دریایی، بیژن نفیسی، رحیمیان و حیدری به‌عنوان اعضای شورای سردبیری روزنامه انتخاب شدند. اما حضور دریایی در اطلاعات طولی نکشید و او ابتدا مجبور شد برای مدت کوتاهی در یکی از دفاتر نیازمندی‌های اطلاعات در میدان تجریش مشغول به کار شود. اما کار جدید هیچ ارتباطی با علایق دریایی نداشت. بنابراین دفتر نیازمندی‌ها را هم خیلی زود ترک می‌کند.یکی از شناسنامه‌های کاری دریایی نشریه «هدف» است. نشریه فرهنگی، اجتماعی، هنری و ورزشی که به صورت هفته‌نامه هر چهارشنبه منتشر می‌شد. دریایی در مدت ۵ سالی که سردبیری هدف را به عهده داشت این هفته‌نامه گمنام را به یک نشریه خوب و پرتیراژ تبدیل می‌کند.